# پائولا کلین
پائولا کلین (زاده در ریودوژانیرو) یک هنرمند معاصر برزیلی است. کلین کار خود را در دوسالانه فلورانس در دسامبر ۲۰۱۱ نشان داد. در سال ۲۰۱۶، کلین به نقاشی بازگشت و آخرین کار خود را در فوریه ۲۰۱۷ در گالری نقاشی «نامرئی ها» در برلین ارائه کرد.